# 21367 Edwardpleva
21367 Edwardpleva este o planetă minoră (asteroid) din centura de asteroizi. A fost descoperită pe 2 iunie 1997 la Observatorul Național Kitt Peak de Spacewatch. 
Obiectul prezintă o orbită caracterizată de o semiaxă mare de 2,9969141 UAi, o excentricitate de 0,06, o înclinație de 12,78648 ° în raport cu ecliptica.